# Molodînce, Jîdaciv
Molodînce (în ucraineană Молодинче) este localitatea de reședință a comunei Molodînce din raionul Jîdaciv, regiunea Liov, Ucraina.

## Demografie
Componența lingvistică a localității Molodînce
     Ucraineană (100%)
Conform recensământului din 2001, toată populația localității Molodînce era vorbitoare de ucraineană (100%).